# Berkeley Fast File System
Il Berkeley Fast File System (FFS) è un tipo di file system usato prevalentemente in sistemi operativi Unix. Si tratta di una ottimizzazione del filesystem originario di System V (chiamato semplicemente FS) e si è poi evoluto in Unix File System (UFS), oggi utilizzato dalla maggior parte dei sistemi derivati da Unix.
L'intento di FFS è di provare a localizzare i blocchi di dati (e di metadati cui si riferiscono) nello stesso cilindro del disco rigido, ed idealmente anche di raggruppare il contenuto delle directory il più vicino possibile, riducendo la frammentazione.